# So Uncool
So Uncool es el álbum de estudio debut de la cantante y actriz estadounidense Keke Palmer. El álbum fue lanzado el 18 de septiembre de 2007 por Atlantic Records.
Aunque recibió críticas positivas, el álbum no tuvo un buen rendimiento en las listas de “'Billboard”'. En 2009, Palmer pasó de Atlantic a Interscope Records.

## Sencillos
El sencillo principal Footworkin' se lanzó el 4 de julio de 2007. Se organizó una gira de conciertos para promocionar el sencillo.
Keep It Movin' se lanzó el 17 de julio de 2007 como segundo sencillo. Cuenta con la colaboración del rapero Big Meech. Se envió a las emisoras de radio mainstream de EE. UU. el 7 de agosto de 2007, tras su lanzamiento en Europa el 17 de julio.

### Sencillos promocionales
«Skin Deep» se lanzó como único sencillo promocional el 17 de julio de 2007, junto con «Keep It Movin'».

## Lista canciones
| So Uncool standard Edition tracklisting |                   | |                             |          |  |
| N.º                                     | Título            | Escritor(es)                                                                                       | Productores                 | Duración |  |
| 1.                                      | «Keep It Movin'»  | Stary, Cilek, Allen, Mischke, Palmer                                                               | Fingazz                     | 4:00     |  |
| 2.                                      | «The Game Song»   | Bernard "Focus..." Edwards Jr., Ezekiel Lewis, J Que, Balewa Muhammad, Candice Nelson, Keri Hilson | Focus...                    | 3:16     |  |
| 3.                                      | «Music Box»       | Bernard "Focus..." Edwards Jr., Muhammad, Lewis, Nelson, J. Que                                    | Focus...                    | 3:29     |  |
| 4.                                      | «First Crush»     | Mischke, I. Hayes III                                                                              | Isaac "Ike Dirty" Hayes III | 3:52     |  |
| 5.                                      | «Friend Me Up»    | Rodney Jerkins, Mile, Towns, Keke Palmer                                                           | Rodney Jerkins              | 3:17     |  |
| 6.                                      | «How Will I Know» | Stafford, Takuji Kura, Adams, M. Braswell, LoveVernimo                                             | Babygirl                    | 3:44     |  |
| 7.                                      | «Footwurkin'»     | J. Rotem, E. Kidd Bogart, Anderson, Reed, Herbie Hancock                                           | Jonathan "J.R." Rotem       | 3:04     |  |
| 8.                                      | «Rainbow»         | Keke Palmer, L'Oreal Palmer, Toby Gad                                                              | Toby Gad                    | 3:59     |  |
| 9.                                      | «Bottoms Up»      | Keke Palmer, L'Oreal Palmer, Toby Gad                                                              | Toby Gad                    | 3:41     |  |
| 10.                                     | «Skin Deep»       | Keke Palmer, L'Oreal Palmer, Toby Gad                                                              | Toby Gad                    | 3:40     |  |
| 11.                                     | «Wake Up Call»    | Keke Palmer, L'Oreal Palmer, Toby Gad                                                              | Toby Gad                    | 3:12     |  |
| 12.                                     | «Hood Anthem»     | Anthony Dent, Crystal "Cristyle" Johnson, Stone Stafford                                           | Anthony Dent                | 3:38     |  |
| 42:47                                   |                   | |                             |          |  |

## Charts

### Weekly charts
| Chart (2007)                            | Peak position |
| --------------------------------------- | ------------- |
| Estados Unidos (Top Heatseekers Albums) | 26            |
| Estados Unidos (Top R&B/Hip-Hop Albums) | 86            |